# 阿斯特丽·居亚尔
阿斯特丽·居亚尔（法語：Astrid Guyart，1983年3月17日—），法国女子击剑运动员。她曾代表法国参加2012年、2016年和2020年夏季奥林匹克运动会击剑比赛，其中2020年奥运会获得一枚银牌。